# Umberto Guarducci
Umberto Guarducci (Ponte Valleceppi, 23 ottobre 1911 – Chieti, 29 ottobre 1962) è stato un ciclista su strada italiano.
Gareggiò da indipendente dal 1934 al 1937, venendo considerato uno dei ciclisti umbri più noti e apprezzati dell'epoca.

## Biografia e carriera
Umberto Guarducci nacque il 23 ottobre 1911 a Ponte Valleceppi, paese umbro della provincia di Perugia, da Guerriero Guarducci e Clorinda Ballerani. Primogenito di nove figli, lavorò come muratore per svariati anni, prima di approcciarsi al mondo dello sport.
Si iscrisse al Veloce Club Perugino agli inizi degli anni trenta e si distinse in alcune gare a livello regionale, vincendo il 26 aprile 1931 la Coppa Maccarese. Nell'ottobre 1933 con la maglia dell'A.S. Roma vinse la Roma-L'Aquila-Roma in due tappe; nel 1934 sempre con l'A.S. Roma arrivò secondo nella Coppa Romolo Lazzaretti 1934 e nella Roma-Napoli-Roma dello stesso anno. Divenne così, assieme a Giovanni Mancinelli, Ascanio Arcangeli, Guglielmo Caproni e Luciano Brunori, uno dei dilettanti più forti d'Italia. A tal proposito, il giornalista Alberto Minazzi de Il littoriale dello Sport scrisse in un articolo riguardante la parte di gara da Tagliacozzo a Roma, intitolato La prova di Guarducci: «Grande gara di audacia e di combattività. Il perugino rivelatosi definitivamente nella Roma-Napoli-Roma ha confermato d'essere un atleta dai grandi mezzi.» Sempre nel 1934, si posizionò decimo al Giro di Campania e quarantesimo al Giro d'Italia (cui partecipò come "isolato"); fu poi settimo al Giro di Toscana 1935 e nono alla Milano-Sanremo 1937. Il littoriale dello Sport gli attribuì anche una vittoria alla Coppa d'Inverno di Milano, fatto in realtà non vero, in quanto dal 1934 al 1943 la corsa non venne disputata.
Nel 1937 venne chiamato alla leva militare dal governo fascista e fu costretto a interrompere l'attività. Alla fine della Seconda Guerra Mondiale ritornò a Perugia, non riuscendo però a trovare un'occupazione. Allora dovette trasferirsi a Roma per volontà della moglie Dusola e là lavorò come camionista. Morì all'ospedale di Chieti il 29 ottobre 1962, in seguito ad un incidente automobilistico, avvenuto pochi mesi dopo di quello in cui perse la vita anche suo figlio Paolo.

## Memoria

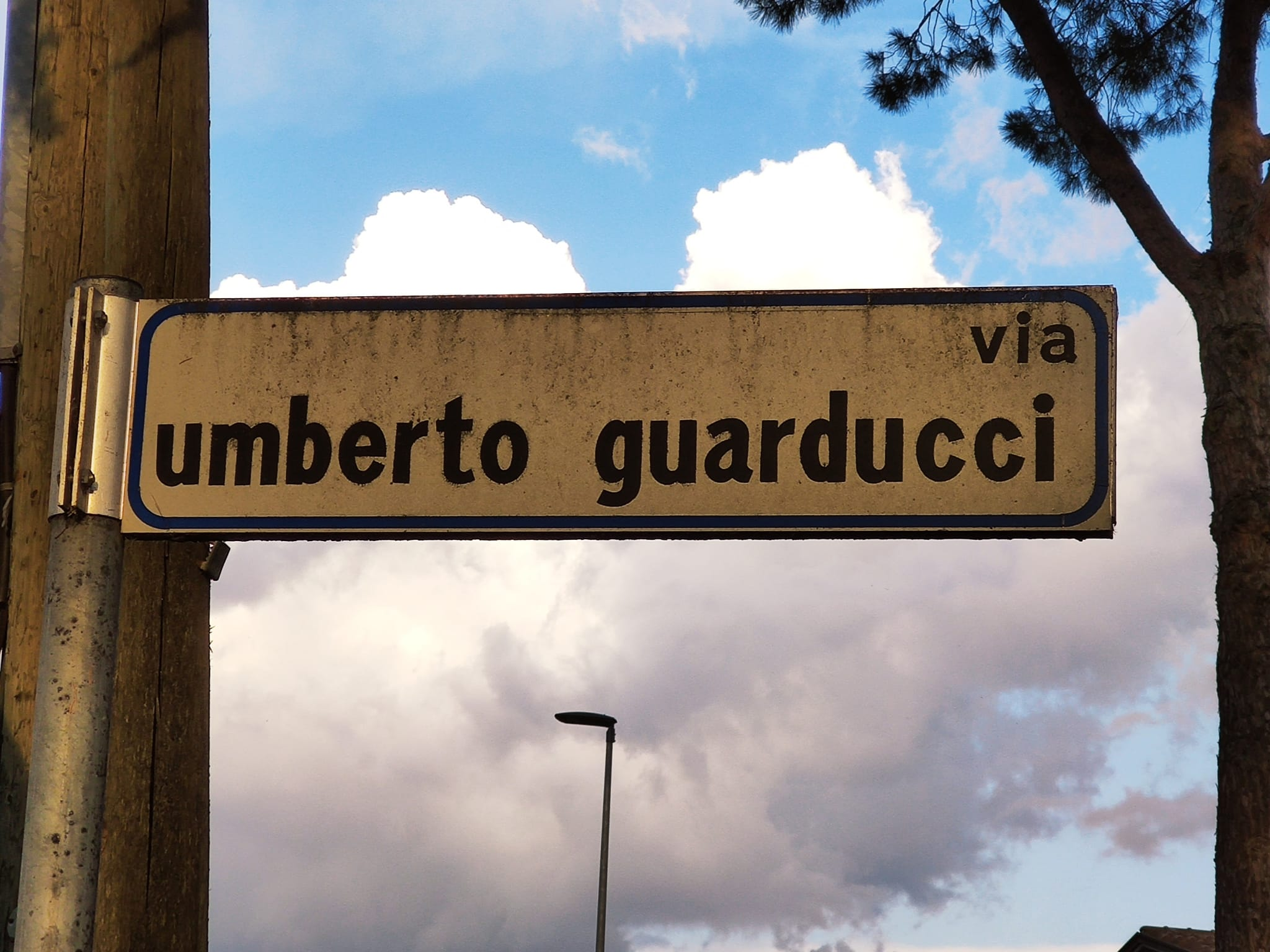
Via Umberto Guarducci, a Ponte Valleceppi

La madre Clorinda consigliò al figlio Giuseppe di chiamare il suo primogenito Umberto, nato tre anni dopo la sua scomparsa e primo nipote. Tempo dopo infine una via della natia Ponte Valleceppi venne dedicata a lui.

## Palmarès
- 1931 (V.C. Perugino)

Coppa Maccarese - San Giorgio
- 1932 (V.C. Perugino)

Gran Premio STIM
- 1933 (A.S. Roma)

2ª tappa Roma-L'Aquila-Roma - Coppa Rizzacasa (L'Aquila > Roma)
Classifica generale Roma-L'Aquila-Roma - Coppa Rizzacasa

## Piazzamenti

### Grandi Giri
- Giro d'Italia

1934: 40º
1936: 34º

### Classiche monumento
- Milano-Sanremo

1935: 25º
1937: 9º